# Bodø Station
Bodø Station (Bodø stasjon) er en jernbanestation på Nordlandsbanen, der ligger i centrum af Bodø i Nordland fylke i Norge. Den er den nordlige endestation for Nordlandsbanen, 728,75 km fra Trondheim Centralstation. Stationen blev åbnet for godstrafik 1. december 1961, mens det første persontog kom til Bodø 1. februar året efter. Den officielle indvielse blev foretaget af kong Olav 5. 7. juni 1962.
Stationen ligger omkring 400 meter øst for Bodøs centrum ved krydset mellem Jernbaneveien, Bankgata og Sjøgata. Stationen betjenes af dag- og nattog til Trondheim, regionaltog til Mo i Rana og Mosjøen og lokaltog til Fauske og Rognan. Desuden er Bodø godsterminal en del af stationsanlægget.

## Historie
Etableringen af jernbanen til Bodø blev vedtaget allerede i 1923, men på grund af anden verdenskrig og manglende økonomi blev banen først bygget færdig i 1960'erne.
Stationen blev åbnet for godstrafik i december 1961, mens det første persontog kom til Bodø 1. februar året efter. Hændelsen blev beskrevet i Aftenposten med overskriften "Første persontog til og fra Bodø i dag – neger var med". Det officielle indvielse blev forestået af kong Olav 5. 7. juni 1962.
I tidens løb er der sket flere ulykker, hvor godstog er kørt ind i stopbommen på stationen. Det skete blandt andet i september 2003, da et godstog med lysledere fra Nexans i Rognes kørte ind i stopbommen på spor 3 med 51 km/t. 

## Stationsbygningen
Stationsbygningen blev opført i mursten i 1960 i forbindelse med færdiggørelsen af Nordlandsbanen. Den ligger 400 meter øst for Torget i bydelen Rønvika. Bygningen er tegnet af NSB Arkitektkontor, ved arkitekt Arvid Sundby. Bygningen blev fredet ved 50 års jubilæet, selvom området først blev midlertidig fredet to år før. Stationen er blevet et symbol på byen og kaldes for byens endelige tilslutning til et nationalt trafiknet.

## Trafik
Der kører fjerntog på Nordlandsbanen mellem Bodø og Trondheim to gange i døgnet, et dagtog og et nattog. De køres med diesellokomotiver af typen Di. 4, der kun benyttes på netop Nordlandsbanen.
Der kører regionaltog mellem Bodø og Mosjøen to gange dagligt.
På strækningen mellem Bodø og Rognan, der også er kendt som Saltenbanen, kører der lokaltog otte gange dagligt. Halvdelen kører dog kun til Fauske. Togene kaldes populært for Saltenpendelen og køres med togsæt af NSB type 93.